# Бабинское (Кимрский район)
Бабинское — деревня в Кимрском районе Тверской области. Входит в состав Неклюдовского сельского поселения.

## География
Находится в юго-восточной части Тверской области на расстоянии приблизительно 27 км на север по прямой от районного центра города Кимры на левом берегу речки Большая Пудица.

## История
Известна была с 1780-х годов как деревня Прасковьи Степановны Шаховской. В 1806 году здесь было 4 двора. В 1859 году здесь (территория Корчевского уезда Тверской губернии) было учтено 10 дворов, в 1887 — 16.

## Население
Численность населения: 42 человека (1806 год), 60 (1859)), 87 (1887) 6 (русские 100 %) 2002 году, 1 в 2010.